# Daizen Maeda
Daizen Maeda (jap. 前田 大然 Maeda Daizen; ur. 20 października 1997 w Taishi) – japoński piłkarz występujący na pozycji lewego skrzydłowego lub środkowego napastnika w szkockim klubie Celtic, do którego jest wypożyczony z japońskiego Yokohama F. Marinos, oraz reprezentacji Japonii.

## Sukcesy

### Klubowe
Matsumoto Yamaga
- Mistrzostwo J2 League: 2018

Yokohama F. Marinos
- Wicemistrzostwo Japonii: 2021

### Indywidualne
- Jedenastka sezonu J1 League: 2021
- Król strzelców J1 League: 2021 (23 gole)[3]